# Resistance 3
Resistance 3 – komputerowa gra akcji, wyprodukowana przez amerykańskie studio Insomniac Games. Gra została wydana 6 września 2011 roku na platformę PlayStation 3.

## Fabuła
Fabuła Resistance 3 nawiązuje do poprzednich części. Głównym bohaterem jest Joseph Capelle – mąż Susan Farley (pierwotnie pojawiła się w książce Resistance: The Gathering Storm), będącej przyrodnią siostrą głównego bohatera z poprzednich części – Nathana Hale’a. Capelle podejmuje współpracę z Malikovem. Wspólnie ruszają do nowego Nowym Jorku, aby zniszczyć gigantyczną wieżę generującą tunel czasoprzestrzenny. Istnienie tunelu powoduje zamarzanie planety, co sprzyja egzystencji Chimer preferujących mroźny klimat. Akcja gry ma miejsce również w Saint Louis i kilku innych amerykańskich miastach.